# ノルディック・グローバル航空
ノルディック・グローバル航空（Nordic Global Airlines）は、親会社のフィンエアーの貨物部門である、フィンエアー・カーゴ（Finnair Cargo）において、貨物を専門に運搬していた航空会社である。
ヘルシンキ・ヴァンター国際空港及び、ベルギー・ブリュッセル国際空港をハブに路線を展開していた。

## 歴史

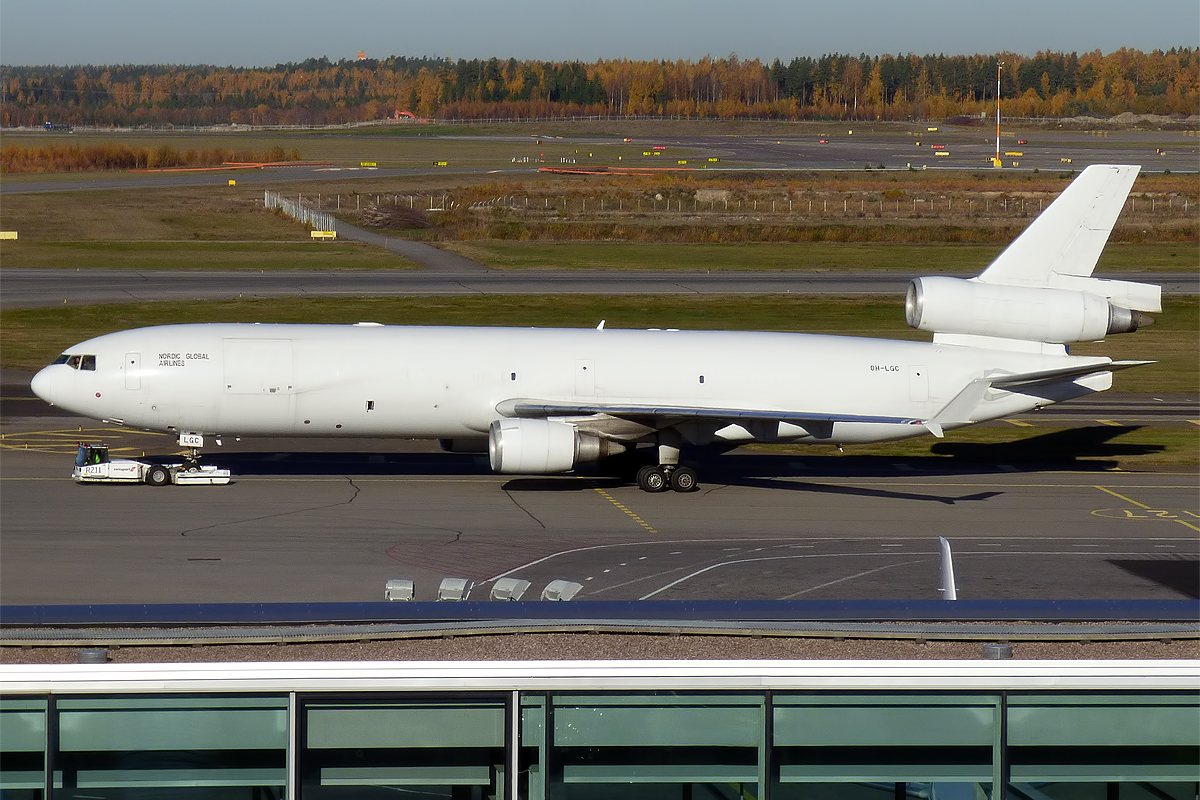
ノルディック・グローバル航空 MD-11F

- 2011年 4月11日 フィンランド共和国にて、貨物専門航空会社として設立[2]。
- 2011年6月 フィンランドの輸送安全機関によって、運航ライセンス及び、耐空性管理承認を受ける。
- 2011年8月 マクドネル・ダグラスMD-11Fにて、商業運航を開始。
- 2011年11月 アフリカなどへ、貨物チャーター便のオペレーションがスタートする。
- 2011年12月 アメリカで、『US FAR 129』認可。
- 2013年 欧州航空安全機関（EASA）から、メンテナンス部門などが承認を受ける。
- 2013年 中国の中国民用航空局（CAAC）から、『CCAR 129』の認可を受ける。
- 2013年4月7日 北米で拠点となるシカゴへ就航[3]。
- 2013年4月7日 ヨーロッパにおける第二拠点として、ベルギー・ブリュッセルへ就航[4]。
- 2014年5月14日 幹線であるヘルシンキ＝ブリュッセル線に、エアバス A300-600Fが新たに導入された[5]。
- 2015年5月31日 運航停止し消滅。[6]

## 概要
主にフィンランド・ヘルシンキ・ヴァンター国際空港がメインハブ空港となり、ベルギー・ブリュッセル国際空港は、ヨーロッパにおける第二拠点となっていた。ベルギーのウェスト＝フランデレン州の都市、オーステンデからも貨物を運搬していた。
ブリュッセル国際空港のカーゴハブは、ヨーロッパの主要な都市の中心に位置しており、トラックで5時間の距離で欧州の市場の60％をカバーしている。ヨーロッパの100の都市にトラックのネットワークを持っており、ブリュッセル国際空港の税関も24時間稼働しているため、効率の良い輸送が可能となっている。
フィンエアー・カーゴは、北欧とバルト周辺の国では最も大きい航空貨物企業で、フィンエアー旅客便のヘルシンキ＝ブリュッセル線の使用機種を、エアバス A340-300に大型化するなど、ノルディック・グローバル航空と共に、旅客機と貨物機合わせて、毎年15万トンの貨物と郵便物を運んでいる。2014年は、毎週56フライトを成田国際空港、関西国際空港、中部国際空港に運航しているが、現在、輸入貨物で多いのが、サーモンなどの海産物で、日本からの輸出貨物は、自動車部品などが中心となっている。
フィンエアーで旅客機として使用されていたマクドネル・ダグラス MD-11型機が2011年に全機退役すると、一部の保有機を貨物専用機に改修し、フィンエアーの機体塗装に、「Finnair Cargo」のロゴを入れた機体で飛んでいた。その後、フィンエアーのロゴは消され、オールホワイトの機体塗装となり、MD-11Fの機首部分に「Nordic Global Airlines」と会社名を文字で入れた、シンプルな塗装となっていた。
株式保有率は、 フィンエアー・グループ（40%）、 Daken Capital Partners（29%）、Neff Capital Management（20%）、Ilmarinen Mutual Insurance Company（11%）となっている。
なお、MD-11Fを現在メンテナンスしているのは、製造元のマクドネル・ダグラス社を吸収合併した、ボーイング社であるため、現在同社では、『ボーイング MD-11F』と呼んでいる。また、貨物機としてのMD-11Fの優位性を、競合機種であるボーイング 777F、ボーイング 747F、ボーイング 747BCFの性能と比較した図などで説明している。

## 就航都市
親会社のフィンエアーは、旅客機の貨物室も使用して貨物を全世界に運搬しているため、ノルディック・グローバル航空の就航都市は、フィンエアーの就航都市と重なる路線が多い。また、チャーター便として飛ぶ事も多いため、就航都市は不定期に変動する。
- 就航都市マップ

## 顧客
定期便の他に、チャーター便として運航する事で、世界各国に顧客を持つ。（2014年現在）
- フィンエアー（フィンエアー・カーゴ）[18]
- アリタリア-イタリア航空（アリタリア・カーゴ）[19]
- Air Logistics Group[20]
- World Charter Services[21]
- ACS・Air Charter Service[22]
- Panalpina World Transport[23]
- ANA Aviation[24]
- Euro Cargo Aviation[25]
- MK Freight[26]
- Chapman Freeborn[27]
- CEVA Logistics [28]
- DSV[29]

## 保有機材

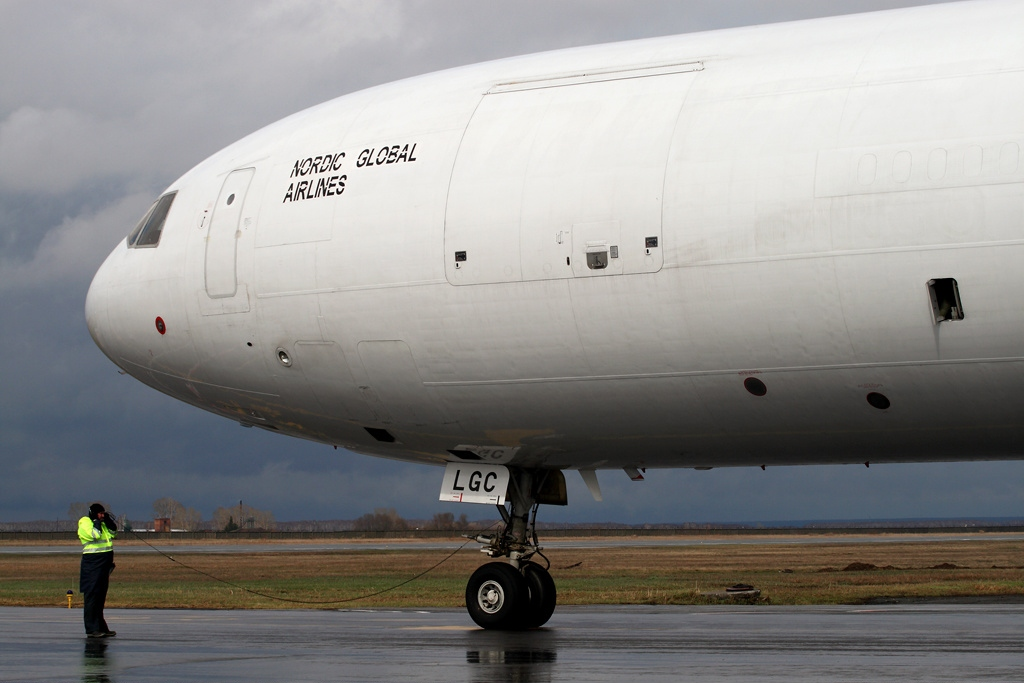
社名が機体塗装されたMD-11F

ノルディック・グローバル航空の機材は、以下の航空機で構成される。（2014年5月現在）
- ボーイング  MD-11F（機体記号：OH-LGC、OH-LGD、OH-NGA、OH-NGB）・4機[30][31][32][33]
- エアバス A300-600F[34][35]

## 歴代オペレーター
保有機の全てが、旅客機からの改修を経て貨物機になっているため、改修前に旅客機として運航していた航空会社がある。
- MD-11
  - 機体記号『OH-NGA』・フィンエアー・エバー航空（B-16101）[33]
  - 機体記号『OH-LGC』・フィンエアー・Finnair Aircraft Finance（N512SU）[36]
  - 機体記号『OH-LGD』・フィンエアー・WFBN Wells Fargo Bank Northwest（N513AY）[37]
  - 機体記号『OH-NGB』・フィンエアー[38]